# Wioślarstwo na Letnich Igrzyskach Olimpijskich 1904
Rezultaty zawodów wioślarskich rozegranych podczas Letnich Igrzysk Olimpijskich w Saint Louis. Wszystkie konkurencje rozegrano 30 lipca 1904 roku na jeziorze Creve Coeur Lake. Na 14 możliwych do uzyskania medali, aż 13 zdobyli gospodarze. W zawodach udział wzięło 44 wioślarzy (35 z USA i 9 z Kanady) – tylko jeden z nich nie zdobył medalu podczas zawodów i był to reprezentant Stanów Zjednoczonych – Divie Duffield, który wystartował w jedynce mężczyzn zajmując 4. pozycję.

## Medaliści
| Konkurencja                      | Złoto | Srebro | Brąz                                                                  |
| jedynka (szczegóły)              | Frank Greer | James Juvenal | Constance Titus                                                       |
| dwójka bez sternika (szczegóły)  | Robert Farnan Joseph Ryan | John Mulcahy William Varley | John Joachim John Buerger                                             |
| dwójka podwójna (szczegóły)      | John Mulcahy William Varley | Joseph McLoughlin John Hoben | Joseph Ravannack John Wells                                           |
| czwórka bez sternika (szczegóły) | Stany Zjednoczone Arthur Stockhoff August Erker George Dietz Albert Nasse                                                                          | Stany Zjednoczone Frederick Suerig Martin Formanack Charles Aman Michael Begley                                                              | Stany Zjednoczone Gustav Voerg John Freitag Louis Heim Frank Dummerth |
| ósemka (szczegóły)               | Stany Zjednoczone Frederick Cresser Michael Gleason Frank Schell James Flanagan Charles Armstrong Harry Lott Joseph Dempsey John Exley Louis Abell | Kanada Arthur Bailey John Rice George Reiffenstein Philip Boyd George Strange William Wadsworth Donald MacKenzie Joseph Wright Thomas Loudon | startowały dwie drużyny                                               |

## Tabela medalowa
| Poz. | Państwo           | złoto | srebro | brąz |    |
| ---- | ----------------- | ----- | ------ | ---- | -- |
| 1    | Stany Zjednoczone | 5     | 4      | 4    | 13 |
| 2    | Kanada            | 0     | 1      | 0    | 1  |